# Andrew Micallef
Andrew Micallef (ur. 7 lutego 1969) – maltański malarz i muzyk. Znany jest ze swoich bardzo szczegółowych obrazów przedstawiających maltańską florę i faunę, krajobrazy, pejzaże morskie i architekturę. Miał liczne wystawy indywidualne, ilustrował książki i projektował znaczki pocztowe. Jest także profesjonalnym muzykiem grającym na chromatycznym akordeonie guzikowym.

## Życiorys
Andrew Micallef urodził się 7 lutego 1969 w Żebbuġ, gdzie również dorastał. Poznał wieś i już w młodym wieku zainteresował się ptakami, towarzysząc swojemu ojcu podczas polowań. Uczęszczał do szkoły w Żebbuġ, a następnie studiował projektowanie graficzne w School of Art and Craft (Szkole Sztuki i Rzemiosła) w Moście.
Andrew Micallef mieszka w Għargħur. W 1997 ożenił się z Fioną z domu Hiher, mają dwie córki: Martinę i Luisę.

## Styl malarstwa i kariera
Micallef pracuje głównie w akrylu na płótnie lub desce, ale wykonuje także prace innymi środkami, takimi jak pióro i atrament. Jego obrazy są znane z dbałości o szczegóły, on sam określa siebie jako „neo-realistę”. Tematyką jego obrazów są ptaki oraz inna flora i fauna, a także maltańskie krajobrazy, pejzaże morskie i architektura. Inspirowała go twórczość amerykańskiego artysty Johna Jamesa Audubona; znany jest z przeprowadzania szeroko zakrojonych badań flory i fauny na potrzeby swoich obrazów.
Pierwsza indywidualna wystawa Micallefa miała miejsce w grudniu 1986 w oficynie konkatedry św. Jana w Valletcie i obejmowała obrazy przedstawiające ptaki. Jego druga wystawa o tej samej tematyce odbyła się w Narodowym Muzeum Historii Naturalnej w Mdinie w czerwcu 1989. Trzecia wystawa miała inny temat – dziedzictwo architektoniczne, i odbyła się w Narodowym Muzeum Sztuk Pięknych w Valletcie w sierpniu 1999. Od tego czasu artysta zorganizował wiele innych wystaw. 
Micallef zilustrował także wiele książek, z których pierwszą była Flora u Fawna ta’ Malta (Flora i fauna Malty) z 1995. Zaprojektował też w latach 1999–2006 oraz 2018–2020 dziewięć serii znaczków pocztowych dla MaltaPost. Obrazy na znaczkach przedstawiają życie morskie, ptaki, kaktusy i sukulenty, muszle, ssaki i gady, owady, zwierzęta domowe i psy. Dwa z tych projektów zostały ponownie wykorzystane w miniaturowym arkuszu w 2007 i karcie okolicznościowej w 2013.

## Muzyka
Micallef gra profesjonalnie na chromatycznym akordeonie guzikowym i występuje lokalnie na Malcie. Zabawiał także publiczność w innych krajach, w tym we Włoszech, Francji, Wielkiej Brytanii, Irlandii, Hiszpanii, Portugalii, Niemczech, Węgrzech, Grecji, Libii, Stanach Zjednoczonych, Kanadzie i Egipcie.